# Литасова, Елена Евгеньевна
Елена Евгеньевна Литасова (2 июня 1931, Тетюхе — 10 ноября 2017, Новосибирск) — советский и российский кардиохирург, доктор медицинских наук, профессор, академик РАЕН, член-корреспондент РАМН, заслуженный деятель науки РФ, действительный член Монгольской академии медицинских наук, руководитель НИИ патологии кровообращения и сердечно-сосудистой хирургии имени академика Е. Н. Мешалкина (1990—1999), почётный директор ННИИПК имени Е. Н. Мешалкина (2000), жена известного профессора Евгения Мешалкина.

## Биография
Елена Евгеньевна Литасова родилась 2 июня 1931 года в Тетюхе (совр. Дальнегорск).
Училась в школе в период Великой Отечественной войны. В 1948 году поступила в Иркутский медицинский институт. На кафедре факультетской хирургии Иркутского мединститута прошла ординатуру, после чего начала самостоятельную хирургическую деятельность.
Основала отделение урологии на базе иркутской городской клиники.
Познакомилась со своим будущим мужем, известным кардиологом и кардиохирургом Евгением Мешалкиным, во время проведения им в Иркутске декадников.
В 1966 году Елену Евгеньевну по конкурсу избирают младшим научным сотрудником Научно-исследовательского института патологии кровообращения, и она переезжает в Новосибирск.
В 1973 году защитила кандидатскую диссертацию «Значение внутрисердечной масштабной кардиорентгенометрии в тактико-хирургической оценке сужений правого сердца и дефектов межпредсердной перегородки», в 1983 — докторскую диссертацию «Дефекты межжелудочковой перегородки (естественное течение и хирургическое закрытие)».
В 1990—1999 годы руководила Новосибирским научно-исследовательским институтом патологии кровообращения, а в 2000 году стала почётным директором клиники.
Умерла 10 ноября 2017 года в Новосибирске. Похоронена рядом с мужем в Новосибирске на Южном кладбище.

## Деятельность

### Разработки в области гипотермии
Создала уникальную технологию защиты организма при хирургической агрессии — углубленную гипотермическую защиту, что стало большим достижением при несовершенных методах искусственного кровообращения. Раньше во время операций на «сухом» сердце при понижении температуры тела до 28 °С допустимый период остановки сердца составлял 30 минут. Кардиохирург и её команда добились понижения температуры до 22—24 °С, благодаря чему удалось увеличить безопасный срок остановки сердца практически до полутора часов. Разработанные Литасовой гипотермические технологии получили широкую известность в Австрии, Швеции, Германии, Канаде и Китае.

### Хирургические операции
Елена Литасова оперировала как в отечественных клиниках, так и в зарубежных. В 1990 году была приглашена вместе с учениками для проведения операций на сердце в Пекинскую клинику, до этой поездки бригада кардиохирургов из Пекинской кардиохирургической академии посещала НИИ патологии кровообращения в Новосибирске и присутствовала на операциях кардиохирурга. Кроме Пекина также проводила операции в некоторых провинциях Китая. В Монголии делилась своим медицинским опытом в сердечно-сосудистом центре Улан-Батора и получила звание академика Монгольской академии медицинских наук. За 40 лет медицинской деятельности Литасова выполнила более 10.000 операций.

### Изобретения
27 авторских свидетельств и 43 патента на изобретения.

### Научные труды
7 монографий и свыше 500 научных статей.

## Награды
Награждена орденом Трудового Красного Знамени, двумя медалями ВДНХ, медалями «К 100-летию со дня рождения В.И. Ленина» и «За доблестный труд», Золотой медалью Токийского университета (1985), почётными грамотами Совета Министров СССР, ЦК КПСС, ВЦСПС, ЦК ВЛКСМ. В 2007 году Елена Литасова стала лауреатом национальной премии «Призвание» в номинации «За верность профессии».